# Octavian Gilescu
Octavian Gilescu (n. 1891, Iași – d. 1917, Mărășești) a fost un matematician român, autor al lucrării Viziuni matematicești, apărută în 1915.